# Rhinaspoides aeneofusca
Rhinaspoides aeneofusca är en skalbaggsart som beskrevs av Moser 1919. Rhinaspoides aeneofusca ingår i släktet Rhinaspoides och familjen Melolonthidae. Inga underarter finns listade i Catalogue of Life.